# Ancyloscelis apiformis
Ancyloscelis apiformis är en biart som först beskrevs av Fabricius 1793.  Ancyloscelis apiformis ingår i släktet Ancyloscelis och familjen långtungebin. Inga underarter finns listade i Catalogue of Life.